# Sanctuaire nuragique d'Abini
Le sanctuaire nuragique d'Abini (en italien, santuario nuragico ou area archeologica di Abini) est un site archéologique nuragique à Teti, dans la province de Nuoro, en Sardaigne.

## Le complexe nuragique

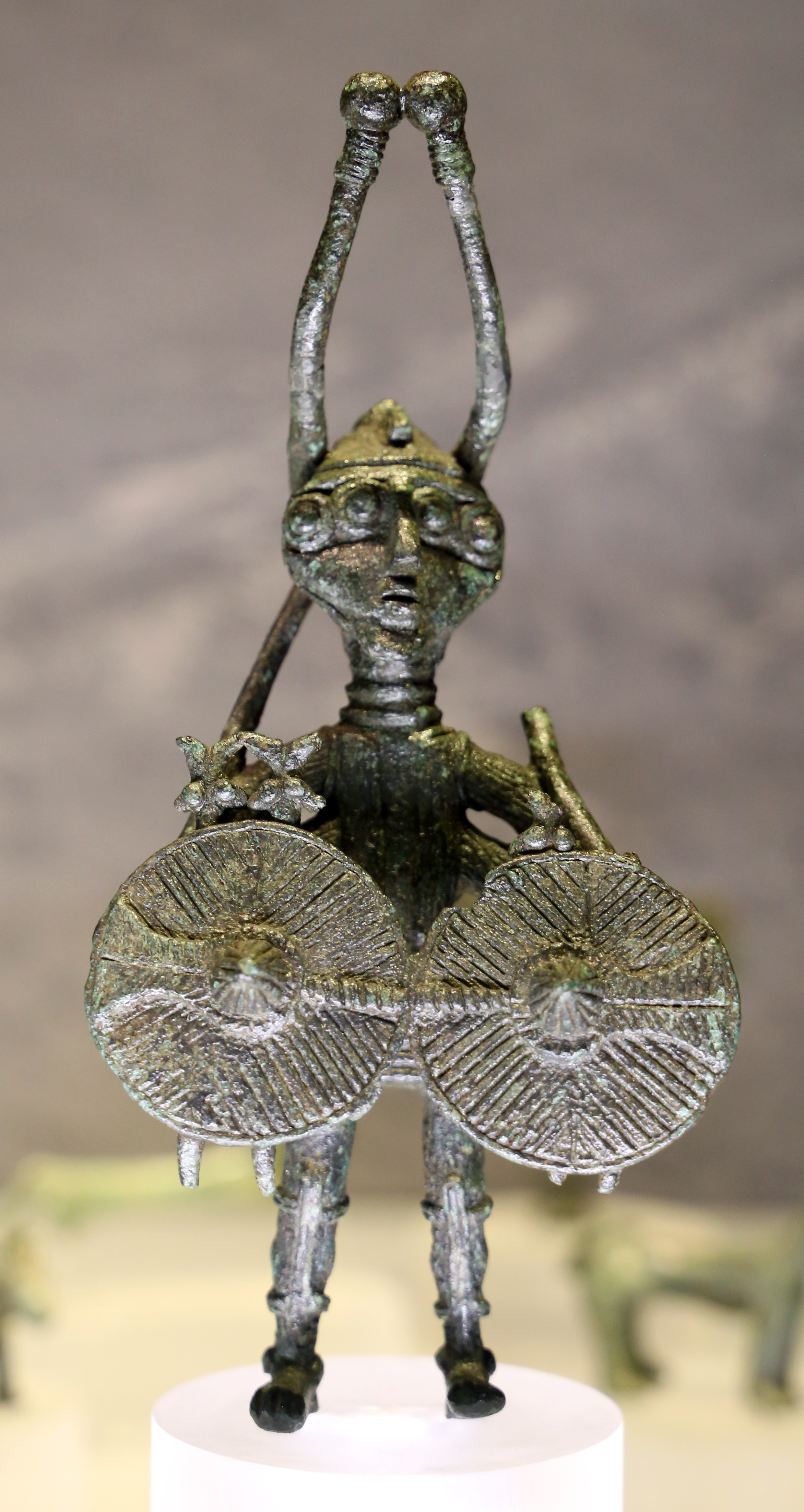
Grand démon à quatre yeux, quatre bras et deux boucliers.

Découvert en 1865, le site archéologique d'Abini se décompose en deux parties : une partie sacrée, qui comprend l'enceinte sacrée et, à l'intérieur de celle-ci, le puits sacré, et une partie non destinée au culte, le village nuragique.

### L'enceinte sacrée
L'aire sacrée devait être l'un des sanctuaires fédéraux les plus importants des Sardes nuragiques : elle se trouve à l'intérieur d'une enceinte sacrée trouvée par Filippo Vivanet (it) dans la seconde moitié du XIXe siècle et fouillée profondément sous la direction des archéologues Antonio Taramelli et Ettore Pais de 1929 à 1931. Ces fouilles permirent de mettre au jour le téménos, c'est-à-dire le terrain sacré fermé par le mur d'enceinte, où subsistaient les sièges en pierre des pèlerins. Dans l'enceinte, on peut voir des autels, les cabanes des prêtres et les fondations d'autres constructions ; au centre du téménos gisent de nombreux blocs de basalte et de trachyte qui devaient composer les pièces décoratives posées au sommet du puits sacré, encore actif, mais en mauvais état de conservation. L'ouvrage devait être destiné au culte du bronze récent (fin du XIVe siècle av. J.-C.) à l'âge du fer (VIIe siècle av. J.-C.).

### Le village nuragique
Le village nuragique, situé à l'extérieur de l'aire sacrée, fut mis au jour en partie en 1931, quand on découvrit diverses cabanes à usage d'habitation. Les fouilles pratiquées en 1981 permirent de découvrir de nombreuses cabanes circulaires reliées entre elles par des pièces de formes différentes.

## Les fouilles

### Histoire

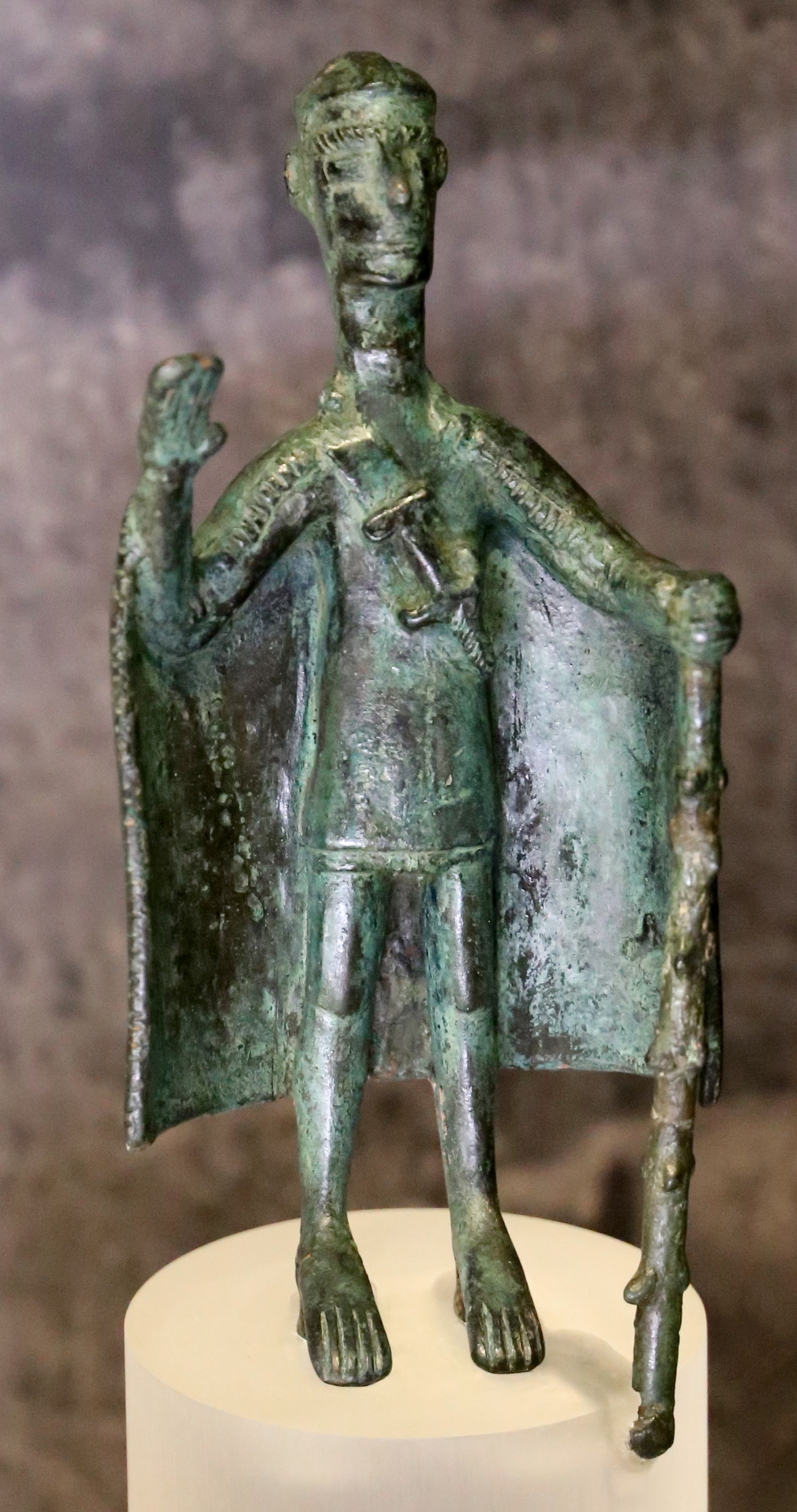
Bronze nuragique du sanctuaire nuragique d'Abini : chef de tribu portant manteau et bâton.

En septembre 1865, selon la tradition, un garçon de l'endroit, inspiré par des rêves récurrents, convainquit quelques paysans de fouiller un champ où affleuraient les vestiges d'anciennes constructions. L'endroit s'appelait Sa Badde de sait Bidda (la vallée de la Ville) et correspondait au sanctuaire d'Abini. Les fouilles révélèrent un dépôt d'objets votifs en bronze dans un ciste, récipient en dalles de pierre placé dans le sol. La même année, le chanoine Giovanni Spano rendit publics les petits bronzes nuragiques (it) d'Abini, dont le chercheur Efisio Timon fit l'acquisition pour les donner au Musée royal des antiquités de Cagliari, où ils sont encore conservés. En 1878, les paysans de Teti reprirent leurs recherches sur le site d'Abini et trouvèrent 108 kilos d'objets en bronze dans un gros récipient en terre cuite à un mètre sous terre. Les pièces furent acquises par un chercheur local, Filippo Vivanet, et s'ajoutèrent comme les découvertes en bronze précédentes aux collections du Musée archéologique national de Cagliari. Des fouilles archéologiques véritables ne débutèrent qu'en 1929 et se poursuivirent jusqu'en 1931 sous la direction d'Antonio Taramelli, qui mit au jour la majeure partie des ouvrages sacrés du complexe nuragique. N'étant pas régulièrement présent sur le site parce qu'il était chargé des biens archéologiques de toute l'île, Taramelli fut toutefois souvent contraint de confier les fouilles à des personnes inexpérimentées qui, à la recherche de bronzes, négligeaient et jetaient les céramiques qui émergeaient du sous-sol en quantité. En 1981, la Surintendance archéologique des provinces de Sassari et de Nuoro intervint sur le site et mit au jour de nouvelles cabanes d'habitation dans le village nuragique.

## Les petits bronzes nuragiques d'Abini
Les bronzes retrouvés en 1865 et en 1878 sont actuellement exposés et conservés au musée archéologique national de Cagliari, qui a pour fonction de recueillir les pièces provenant de toutes les fouilles effectuées dans l'île. La plupart des bronzes d'Abini trouvés lors des fouilles du XIXe siècle sont conservés au musée de Cagliari avec quelques épées votives trouvées dans le sanctuaire, décorées d'images de cervidés à longues cornes, dont une épée ornée d'une figurine d'archer fixée au centre de la poignée.

Bronzetti d'Abini
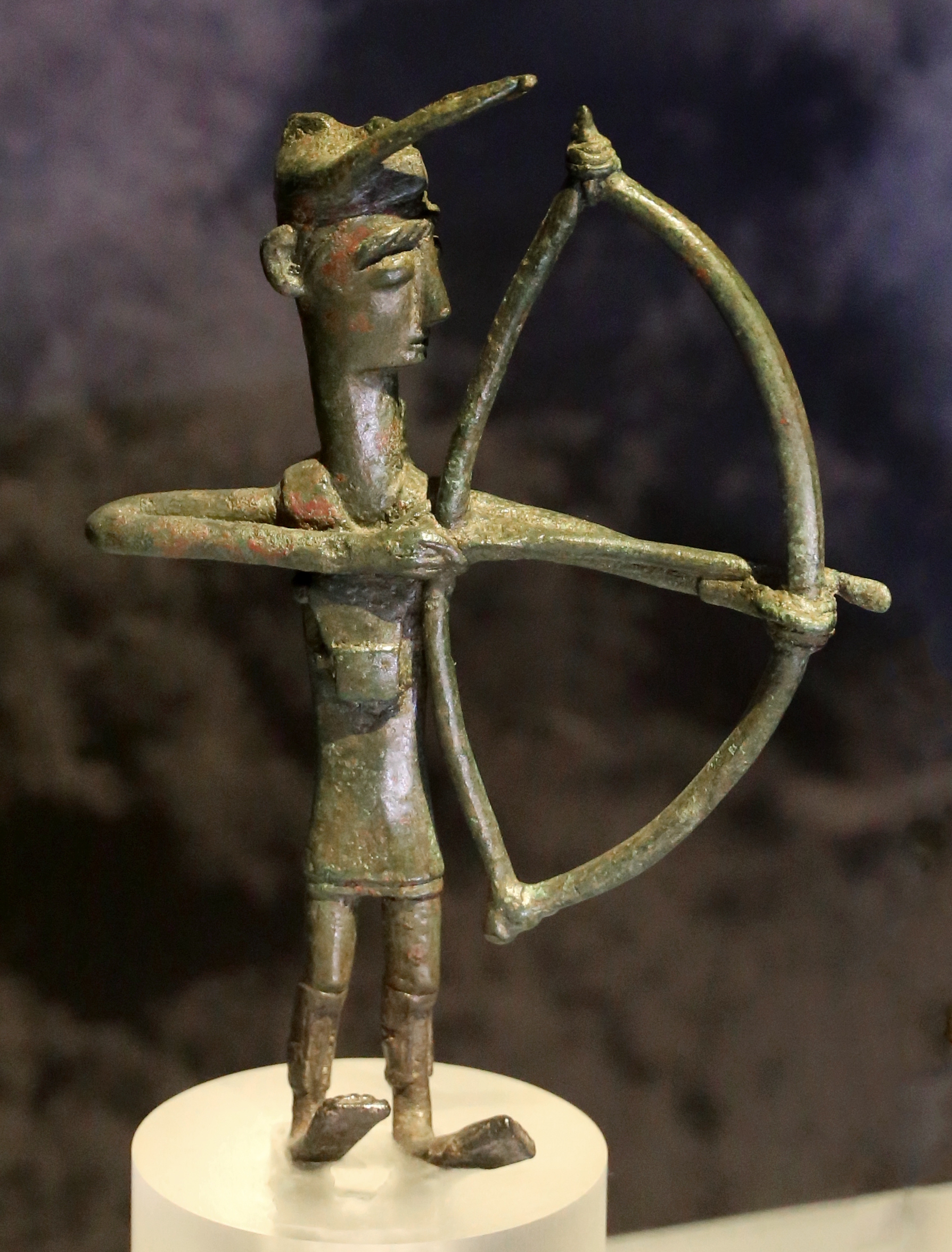
Archer bandant son arc
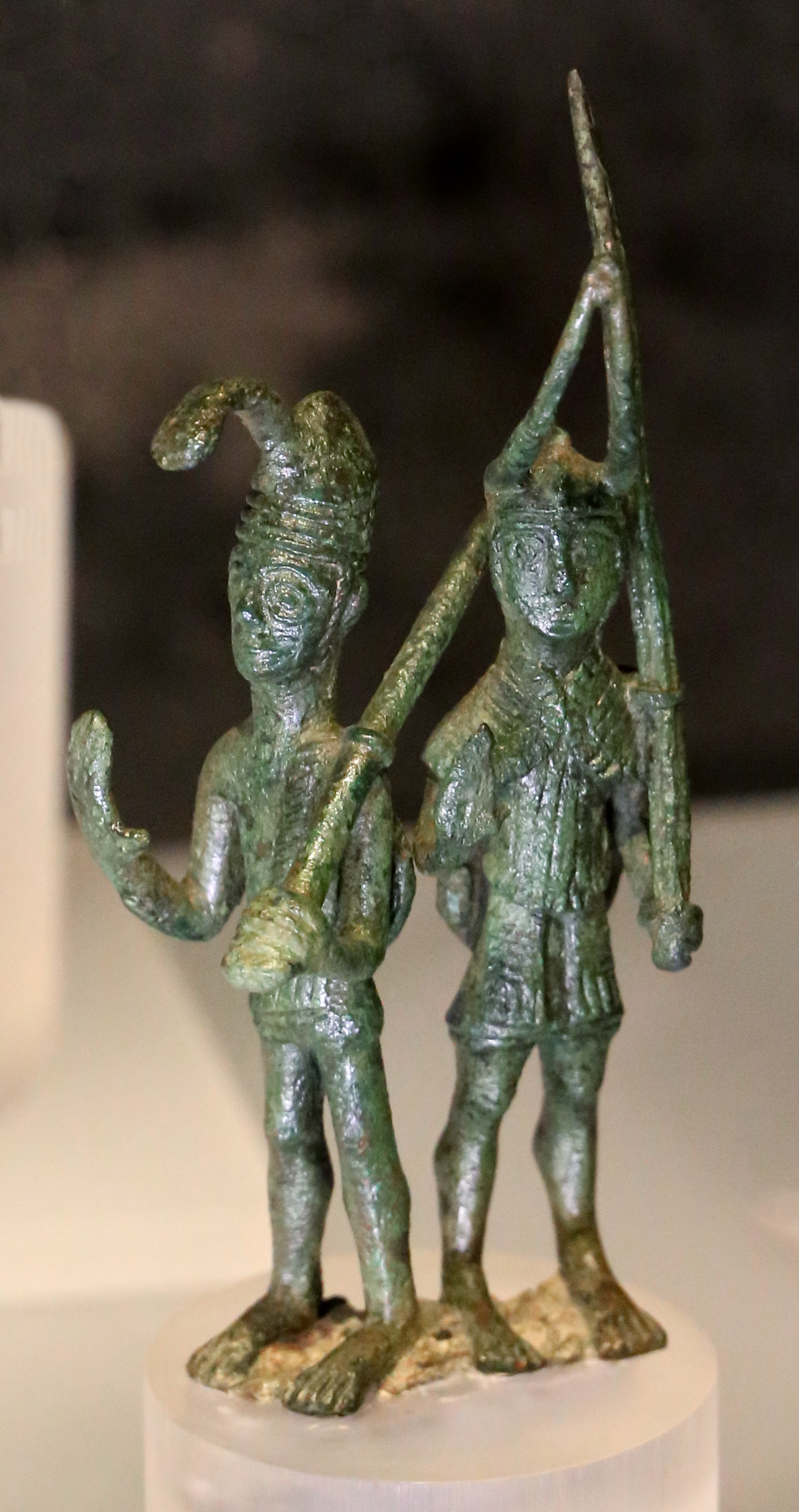
Couple de soldats avec bâtons et casques cornus
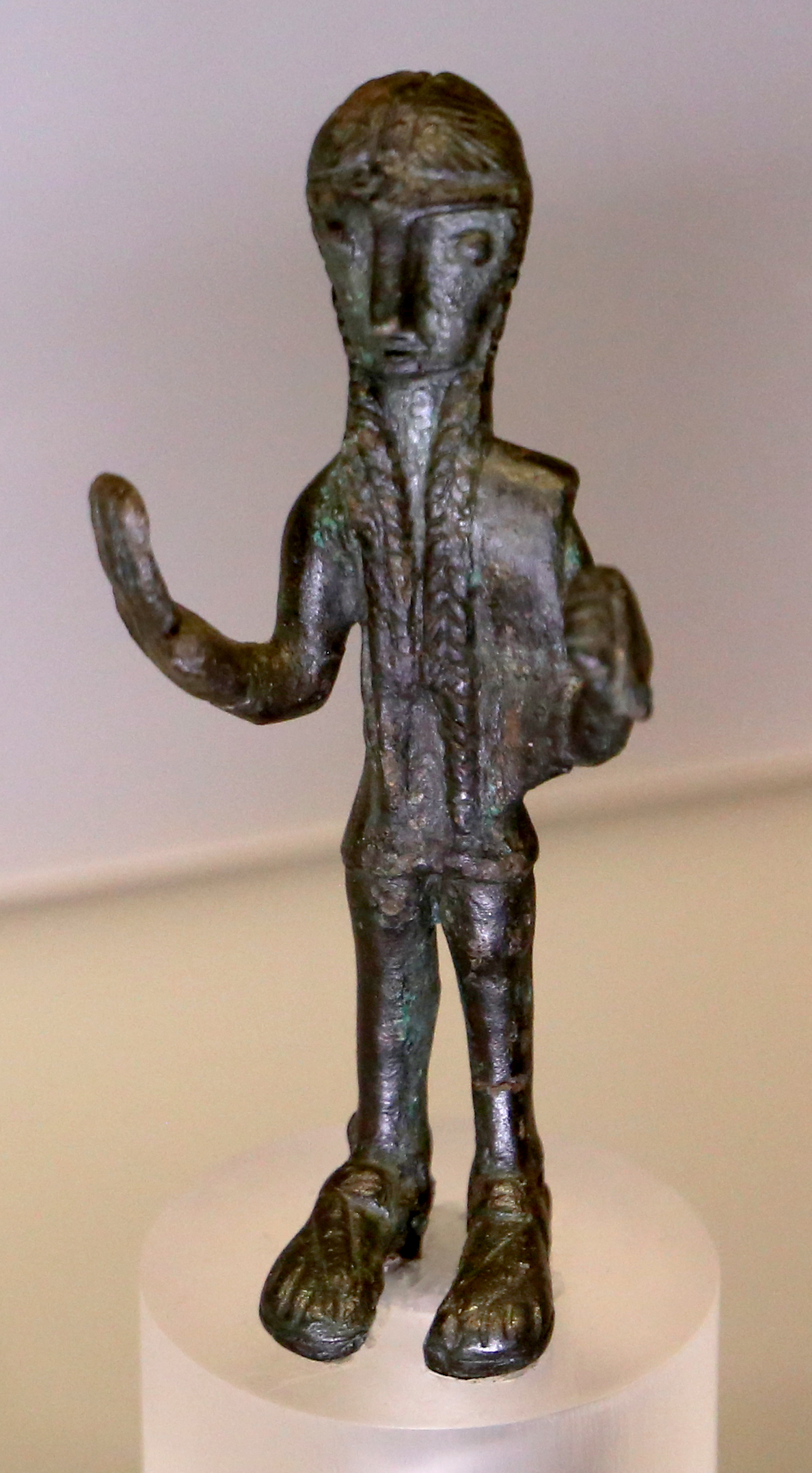
Orant à longues tresses
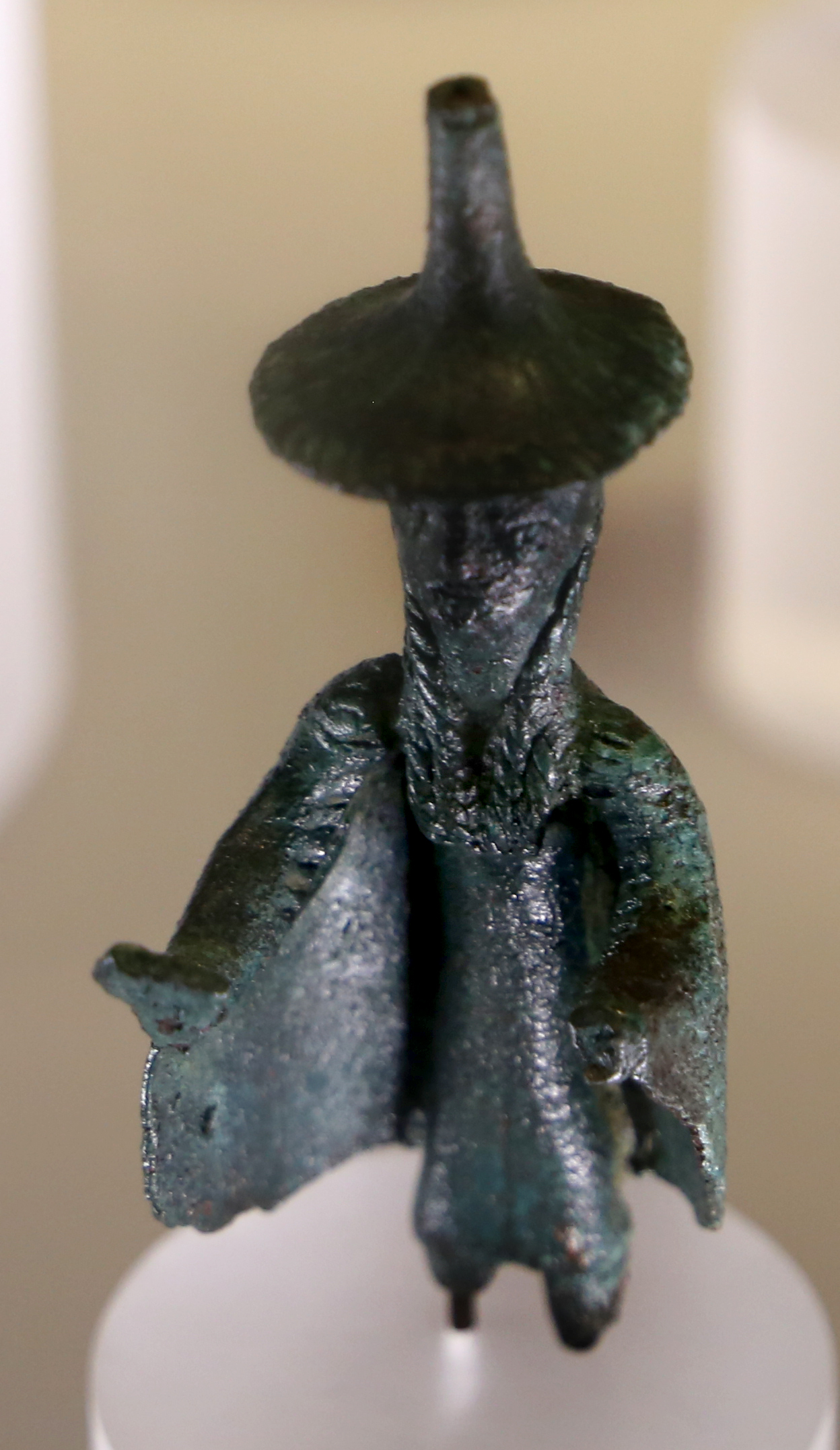
Prêtre ou prêtresse avec chapeau pointu

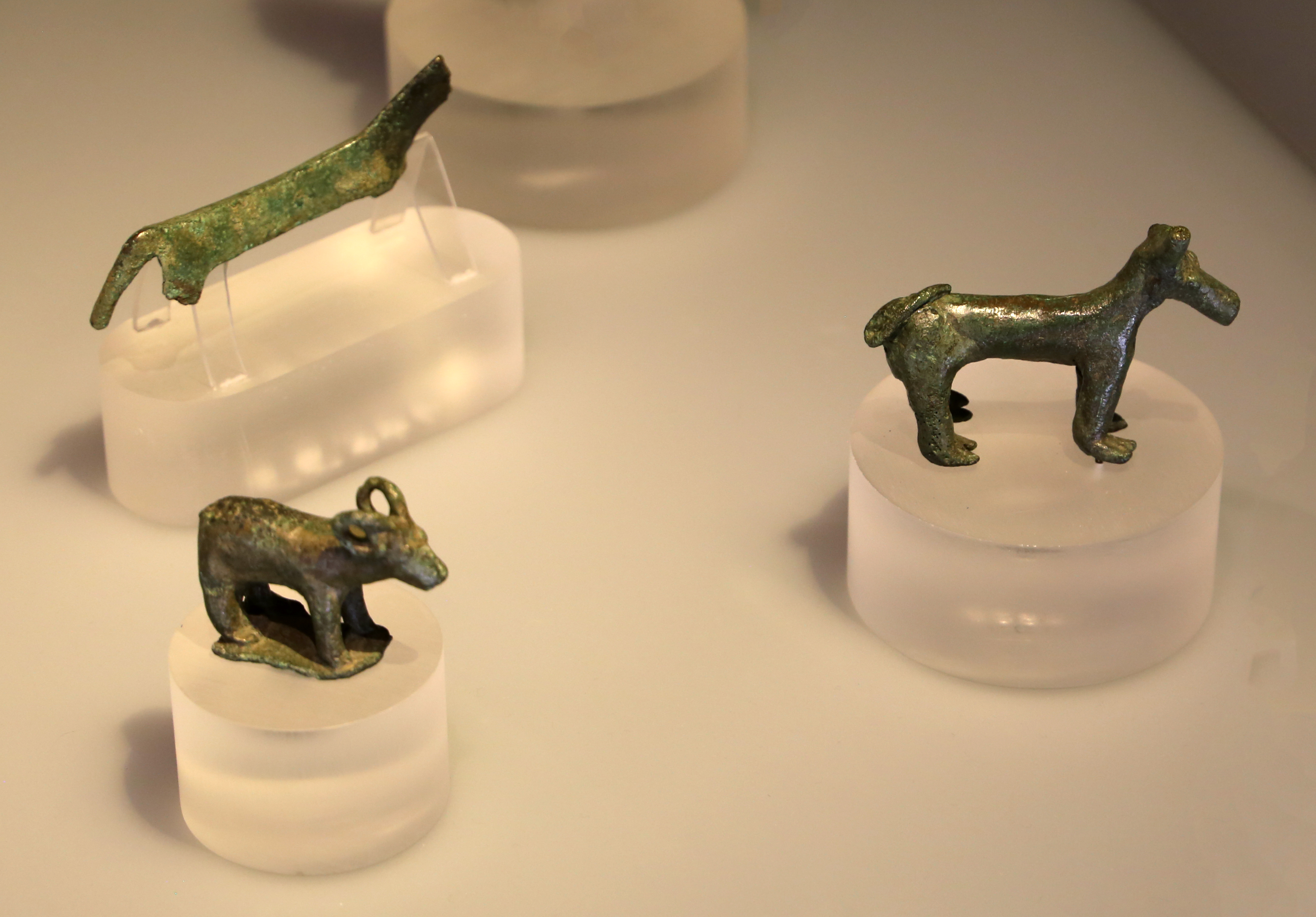
Figurines d'animaux

Les bronzes représentent des personnages en prière ou faisant des offrandes, des archers bandant leur arc, des guerriers armés d'une épée et d'un bouclier ou des chefs tribaux portant un manteau et un bâton, semblables aux découvertes d'Uta. Mais les figures les plus intéressantes sont celles de soldats en couple qui sont en prière et portent des casques surmontés de longues cornes. Les représentations les plus connues restent celles de personnages, êtres démoniaques ou guerriers héroïsés sans doute, dont quelques parties du corps, comme les yeux et les bras, ou le bouclier sont multipliés comme dans certaines représentations trouvées au Proche-Orient. Les statuettes, produites entre le Xe et le VIIe siècle av. J.-C., appartiennent à un seul groupe stylistique, avec celles d'Uta (localité de la province de Cagliari). Ces petits bronzes étaient des offrandes dédiées aux cultes qui se déroulaient dans l'aire sacrée d'Abini.

## Sources
- (it) Cet article est partiellement ou en totalité issu de l’article de Wikipédia en italien intitulé « Santuario nuragico di Abini » (voir la liste des auteurs).